# Polyalthia socia
Polyalthia socia este o specie de plante din genul Polyalthia, familia Annonaceae, descrisă de William Grant Craib. Conform Catalogue of Life, specia Polyalthia socia nu are subspecii cunoscute.